# 24-Stunden-Rennen auf dem Nürburgring 2018

Streckenführung für das 24-Stunden-Rennen ab 1995

Das 46. 24-Stunden-Rennen auf dem Nürburgring fand vom 12. auf den 13. Mai 2018 auf dem Nürburgring statt.

## Rennergebnis
Das Rennen, das nachts wegen Nebel zwei Stunden unterbrochen werden musste, gewann zum sechsten Mal Manthey-Racing. Den Porsche 911 GT3 R pilotierten Richard Lietz, Patrick Pilet, Frédéric Makowiecki und Nick Tandy. Auf dem zweiten Rang erreichte mit nur 26 Sekunden Rückstand das Mercedes-AMG Team Black Falcon mit einem Mercedes-AMG GT3 das Ziel. Im Fahrzeug saßen Maro Engel, Adam Christodoulou, Manuel Metzger und Dirk Müller. Der dritte Rang ging ebenfalls an das Mercedes-AMG Team Black Falcon mit einem Mercedes-AMG GT3 mit Yelmer Buurman, Thomas Jäger, Jan Seyffarth und Luca Stolz.
Die Sieger legten 150 Runden zurück, was einer Renndistanz von 3426,03 km entspricht. Von den 150 gestarteten Fahrzeugen wurden 106 gewertet.

## Streckenführung
Seit dem Umbau der Strecke im Jahr 1983 wurde das 24-Stunden-Rennen am Nürburgring ab 1984 auf einer Kombination aus Nordschleife und Grand-Prix-Strecke ausgetragen. Ab 1995 wurde zusätzlich die neue Veedol-Schikane in die Streckenführung integriert.